# Papyrus 80
Papyrus 80 (nach Gregory-Aland mit Sigel {\displaystyle {\mathfrak {P}}}80 bezeichnet) ist eine frühe griechische Abschrift des Neuen Testaments. Dieses Papyrusmanuskript enthält Teile des Johannesevangeliums. Es ist nur der Vers 3,34 erhalten geblieben. Mittels Paläographie wurde es von den ersten Herausgebern auf das 3. Jahrhundert datiert. Neuere Untersuchungen tendieren jedoch aufgrund der geneigten Form der Majuskelschrift dazu, den Papyrus in das 5. oder 6. Jahrhundert zu datieren.
Der griechische Text repräsentiert wahrscheinlich den Alexandrinischen Texttyp, jedoch ist der Text zu kurz, um seinen Textcharakter zu bestimmen. Aland ordnete ihn wegen seines Alters in Kategorie I ein. Fällt das Altersargument weg (siehe oben), so kommt dem Manuskript auch kein besonderer Textwert zu. Eine Besonderheit ist jedoch, dass Papyrus 80 zur kleinen Gruppe der sogenannten Bibelorakel gehört, wie auch beispielsweise Papyrus 63.
Die Handschrift wurde in der Fundación Sant Lluc Evangelista (Inv. no. 83) in Barcelona aufbewahrt und befindet sich heute in Abadia de Montserrat unter der Signatur P. Barc. 83.